# Eusynthemis virgula
Eusynthemis virgula är en trollsländeart som först beskrevs av Selys 1874.  Eusynthemis virgula ingår i släktet Eusynthemis och familjen skimmertrollsländor. Inga underarter finns listade i Catalogue of Life.